# H. Cegielski – Poznań

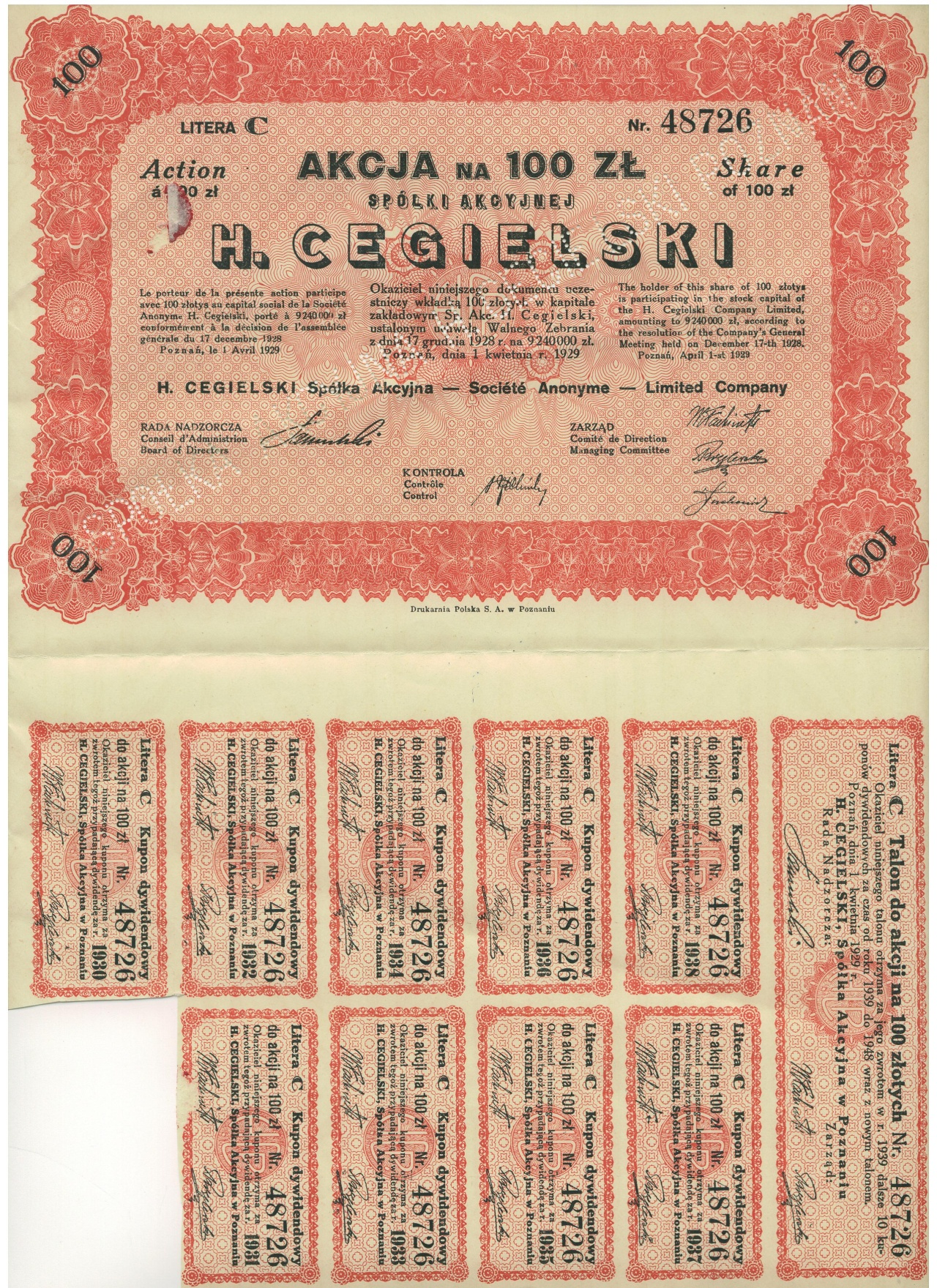
Aktie von H. Cegielski von 1928

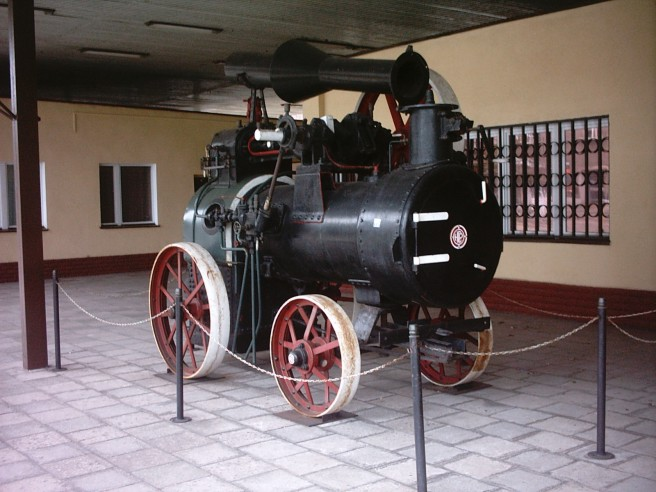
Lokomobil aus der Produktion der H. Cegielski AG; heute im Eingangsbereich des Unternehmens stehend.

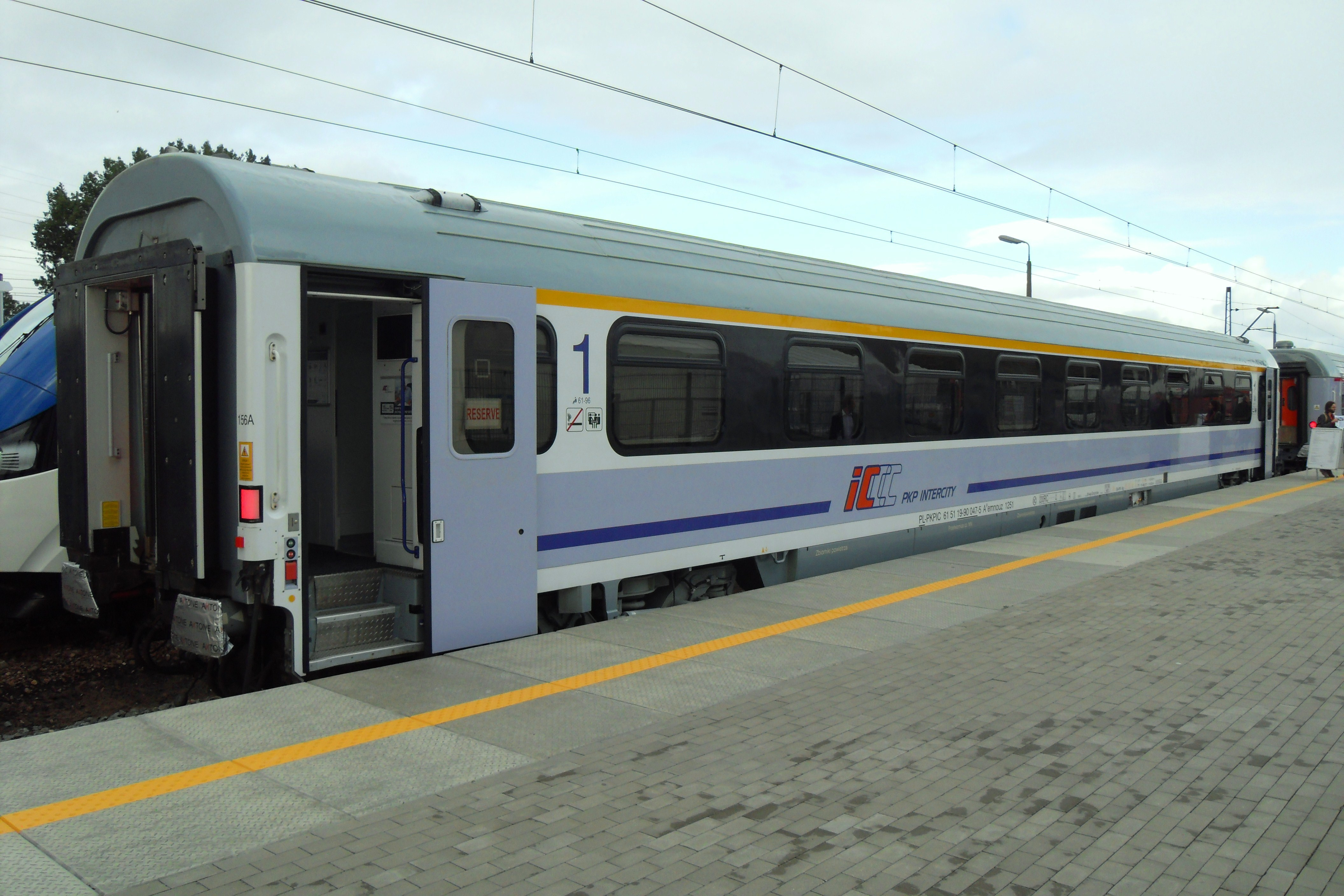
Moderner Eisenbahnwagen aus der Produktion: 1.-Klasse-Abteilwagen A^{9}emnouz der PKP

H. Cegielski – Poznań S.A. ist ein Maschinenbauunternehmen mit Sitz in der polnischen Stadt Posen.

## Geschichte
H. Cegielski war eine Aktiengesellschaft, die 1846 von Hipolit Cegielski als eine Werkstatt mit einem Metallwarengeschäft in Posen gegründet wurde. Um 1855 verlegte man den Unternehmenssitz an die heutige ul. Kozia und fing mit der Produktion von Agrarmaschinen an. 1859 wechselte man erneut den Sitz, diesmal an die heutige ul. Strzelecka, und begann dort 1860 mit der Lokomobilproduktion. 1868 starb der Gründer Hipolit Cegielski und hinterließ seinen Erben ein 300-Mann-Unternehmen. 1889 wandelte der Sohn des Unternehmensgründers, Stephan Cegielski, das Unternehmen in eine Aktiengesellschaft um. In der Zwischenkriegszeit expandierte und wuchs das Unternehmen weiter, sodass bis 1939 Außenstellen in Inowrocław, Chodzież und Rzeszów entstanden. Die Produktpalette reichte von Agrarmaschinen über Straßenbahnen bis zu Lokomotiven – zudem wurden Rüstungsgüter produziert. Allein in Rzeszów arbeiteten über 2.500 Personen.
Nach dem deutschen Überfall auf Polen wurde das Unternehmen beschlagnahmt und am 1. November 1939 an die Deutsche Waffen- und Munitionsfabriken (DWM) verkauft. Während des Zweiten Weltkrieges wurden die Fabriken von Alliierten bombardiert und anschließend vor der anrückenden Roten Armee samt allen Maschinen demontiert und in die Sowjetunion verbracht. Nach dem Krieg wurde das Unternehmen verstaatlicht und 1949 in Zakłady Metalowe im. Józefa Stalina w Poznaniu (ZISPO) (Josef-Stalin-Metallwerke Posen) umbenannt und trug den Namen bis 1956. Seit 1956 stellt das Unternehmen große Schiffsmotoren her. In den 1990er Jahren wurde das Unternehmen reprivatisiert, wobei einige Sparten ausgegliedert wurden.

## Kapitalgruppe
Zur Kapitalgruppe H. Cegielski – Poznań gehören die Unternehmen:
- H. Cegielski – Fabryka Pojazdów Szynowych Sp. z o.o.
- H. Cegielski – Fabryka Silników Agregatowych i Trakcyjnych Sp. z o.o.
- H. Cegielski – Remocentrum Sp. z o.o.
- H. Cegielski – Energocentrum Sp. z o.o.
- H. Cegielski – Logocentrum Sp. z o.o.
- H. Cegielski – Service Sp. z o.o.
- H. Cegielski – Centrum Badawczo – Rozwojowe Sp. z o.o.
- H. Cegielski – Transcel Sp. z o.o.
- Infocentrum Sp. z o.o.

Die Gruppe erwirtschaftete 2006 einen Umsatz von 725,8 Mio. Złoty.